# Дубравный (Краснодарский край)
Дубравный — село в Адлерском районе муниципального образования город-курорт Сочи Краснодарского края России. Входит в состав Кудепстинского сельского округа.

## География
Село находится в западной части края вблизи истока р. Змейка. Рельеф местности в основном холмистый с ярко выраженными колебаниями относительных высот.

## История
Согласно Закону Краснодарского края от 1 апреля 2004 года № 679-КЗ село Дубравный вошло в состав образованного муниципального образования город-курорт Сочи.

## Население
| 2002 | 2010 |
| ---- | ---- |
| 306  | ↗335 |

Национальный состав
Согласно результатам переписи 2002 года, в национальной структуре населения русские составляли 83 % от 306 жителей.

## Инфраструктура
Фельдшерско-акушерский пункт, который также относится к селу Каштаны.
Развит туризм.

## Транспорт
Доступен автомобильный транспорт. Остановка автобусного маршрута 129 (на декабрь 2019).